# منتخب مصر لكرة السلة
منتخب مصر لكرة السلة هو ممثل مصر الرسمي في المنافسات الدولية في كرة السلة. ينتمي إلى منطقة الاتحاد الأفريقي لكرة السلة. انضم إلى الاتحاد الدولي لكرة السلة في عام 1934. يشرف عليه الاتحاد المصري لكرة السلة.

## البطولات التي شارك فيها
- بطولة أفريقيا لكرة السلة
- كأس العالم لكرة السلة
- كرة السلة في الألعاب الأولمبية الصيفية
- بطولة أمم أوروبا لكرة السلة